# Sauvetrea machupicchuensis
Sauvetrea machupicchuensis là một loài thực vật có hoa trong họ Lan. Loài này được (Christenson & N.Salinas) M.A.Blanco mô tả khoa học đầu tiên năm 2007.